# Explosion des Oppauer Stickstoffwerkes

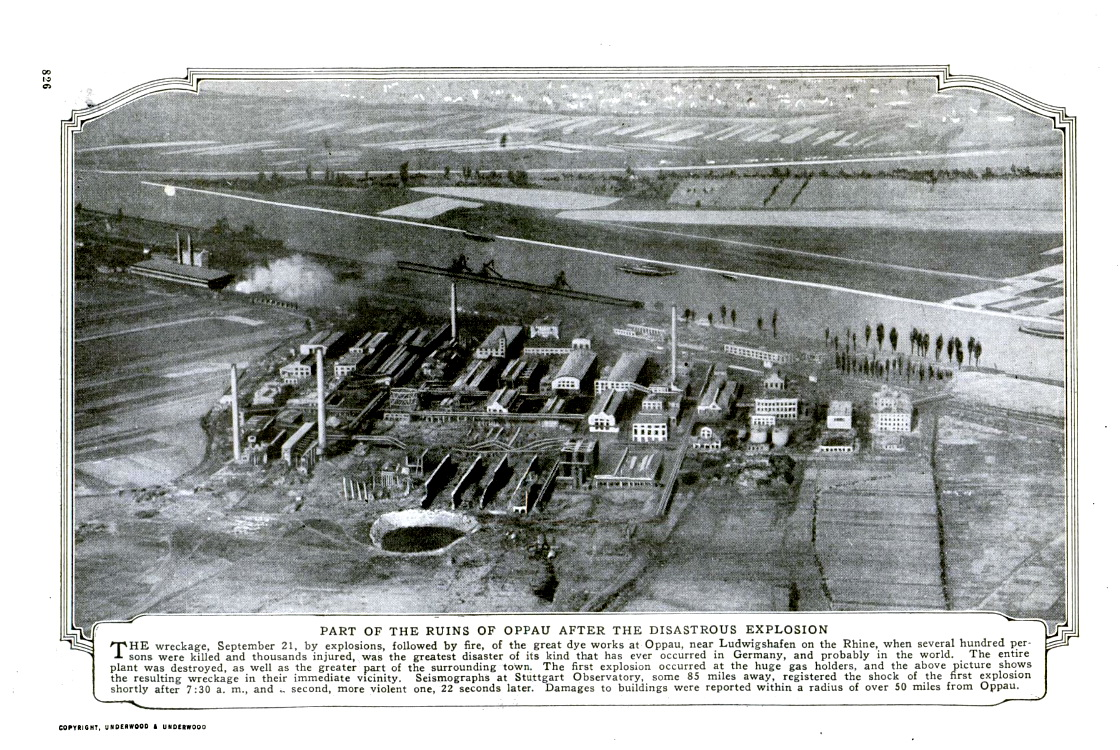
Bild nach dem Unglück mit dem Explosionstrichter im Vordergrund. Blick von Südwest nach Nordost. Hinter dem Explosionstrichter und dem BASF-Werk Oppau der Rhein, die Nordspitze der Friesenheimer Insel, die Mündung des Mannheimer Altrheins und dahinter der Mannheimer Stadtteil Sandhofen.

Die Explosion des Oppauer Stickstoffwerkes ereignete sich im Werk der Badischen Anilin- & Soda-Fabrik in Oppau, das heute zu Ludwigshafen am Rhein gehört. Am Morgen des 21. Septembers 1921 kam es um 7:32 Uhr zu zwei kurz auf einander folgenden Explosionen von insgesamt etwa 400 t Ammoniumsulfatnitrat, einem Mischsalz aus Ammoniumsulfat und Ammoniumnitrat, das als Düngemittel verwendet wird. Die Ursache des Unglücks waren Sprengungen in einem Lagersilo, mit denen das verhärtete Salz aufgelockert wurde. Solche Sprengungen waren schon tausende Male durchgeführt worden und galten bis dahin als sicher. Durch verschiedene Verfahrensänderungen hatte sich im Silo in Oppau höchstwahrscheinlich das Ammoniumnitrat stellenweise über eine kritische Konzentration hinaus angereichert, wodurch eine der Sprengladungen die erste Detonation von 70 bis 80 t des Düngemittels auslöste. Eine weitere Sprengladung initiierte dann vier Sekunden später die zweite heftigere Explosion von 300 bis 400 t Ammoniumsulfatnitrat, das durch die erste Explosion erhitzt und fein verteilt worden war.
Nach offiziellen Angaben wurden durch die Explosionen 559 Menschen getötet oder blieben vermisst und weitere 1977 verletzt. Die Detonationen beschädigten noch in 75 km Entfernung zum Unglücksort Gebäude und waren bis München und Zürich zu hören. Gemessen an der Opferzahl war es das bis heute größte Unglück in der Geschichte der deutschen chemischen Industrie und die größte zivile Explosionskatastrophe in Deutschland. Carl Bosch, der Vorstandsvorsitzende der BASF, ordnete an, die Ammoniumnitrat-Produktion in Oppau unverzüglich einzustellen. Zwei Jahrzehnte später wurde sie wiederaufgenommen.

## Die Geschichte des Oppauer Stickstoffwerkes

### Die industrielle Ammoniak-Synthese

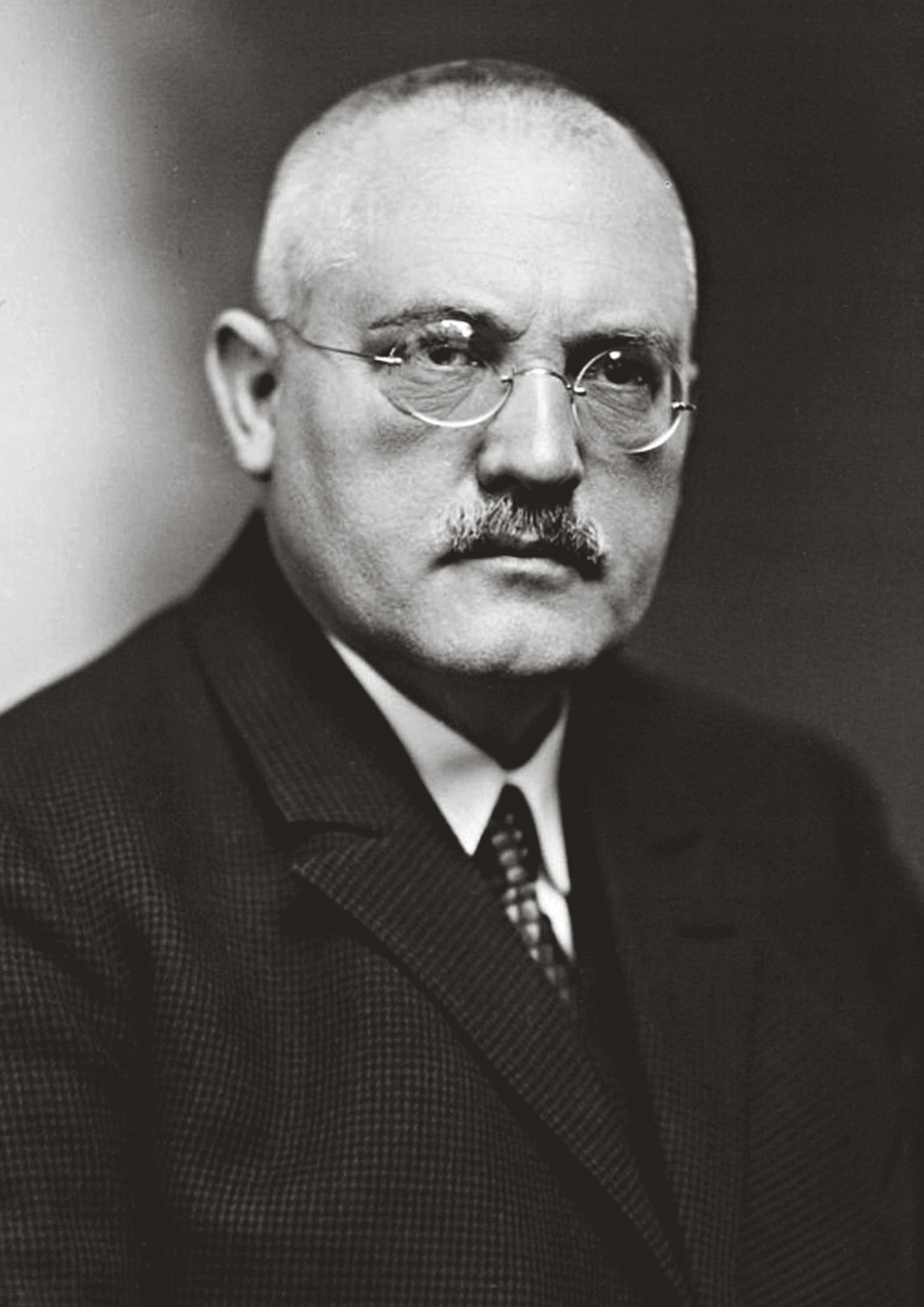
Carl Bosch

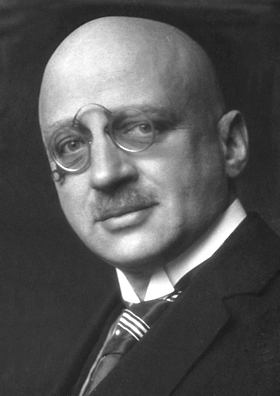
Fritz Haber

Die ausreichende Verfügbarkeit von stickstoffhaltigen Düngern zur Verbesserung der Ernte war im 19. und beginnenden 20. Jahrhundert ein drängendes Problem. Nachdem für die Düngung der landwirtschaftlichen Flächen zunächst nur Stalldung eingesetzt worden war, kam ab dem 19. Jahrhundert Chilesalpeter hinzu – eines der wenigen natürlichen Vorkommen von Natriumnitrat. Da die Mengen an Chilesalpeter begrenzt waren, wurde zur Jahrhundertwende die Herstellung von synthetischen Stickstoffverbindungen ein wichtiges Forschungsgebiet. Außer Metallsalzen wie Natriumnitrat können auch Ammonium-Salze – die als synthetische Stickstoffdünger aus Ammoniak hergestellt werden – verwendet werden.
Seit etwa 1900 befasste sich Fritz Haber mit der Synthese von Ammoniak direkt aus den Elementen Stickstoff (der in unbegrenzter Menge aus Luft gewonnen werden kann) und Wasserstoff mithilfe verschiedener Katalysatoren bei erhöhten Temperaturen. 1908 wurde dieses Verfahren zur Direktsynthese von Ammoniak durch die Badische Anilin- & Soda-Fabrik zum Patent angemeldet. Ab 1909 arbeitete Alwin Mittasch, der sich mit der Optimierung der verwendeten Katalysatoren beschäftigte, im neugegründeten Ammoniaklaboratorium der BASF, das Carl Bosch unterstellt war, an der industriellen Umsetzung des Verfahrens. Im Juli 1910 wurden im BASF-Werk Ludwigshafen die ersten 5 kg Ammoniak nach dem sogenannten Haber-Bosch-Verfahren produziert. Nach der Inbetriebnahme größerer Reaktoren stieg die Tagesproduktion im Jahr 1911 zunächst auf 30 kg und dann 1912 auf 1000 kg Ammoniak.

### Die Gründung des Stickstoffwerkes in Oppau

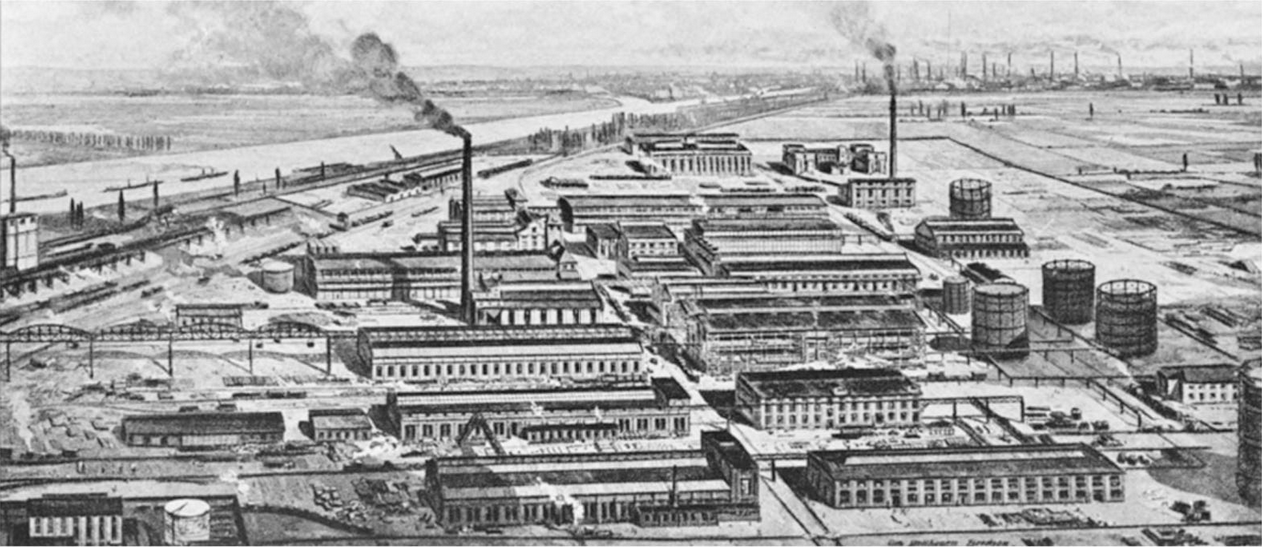
Das Werk Oppau 1914, Gemälde von Otto Bollhagen

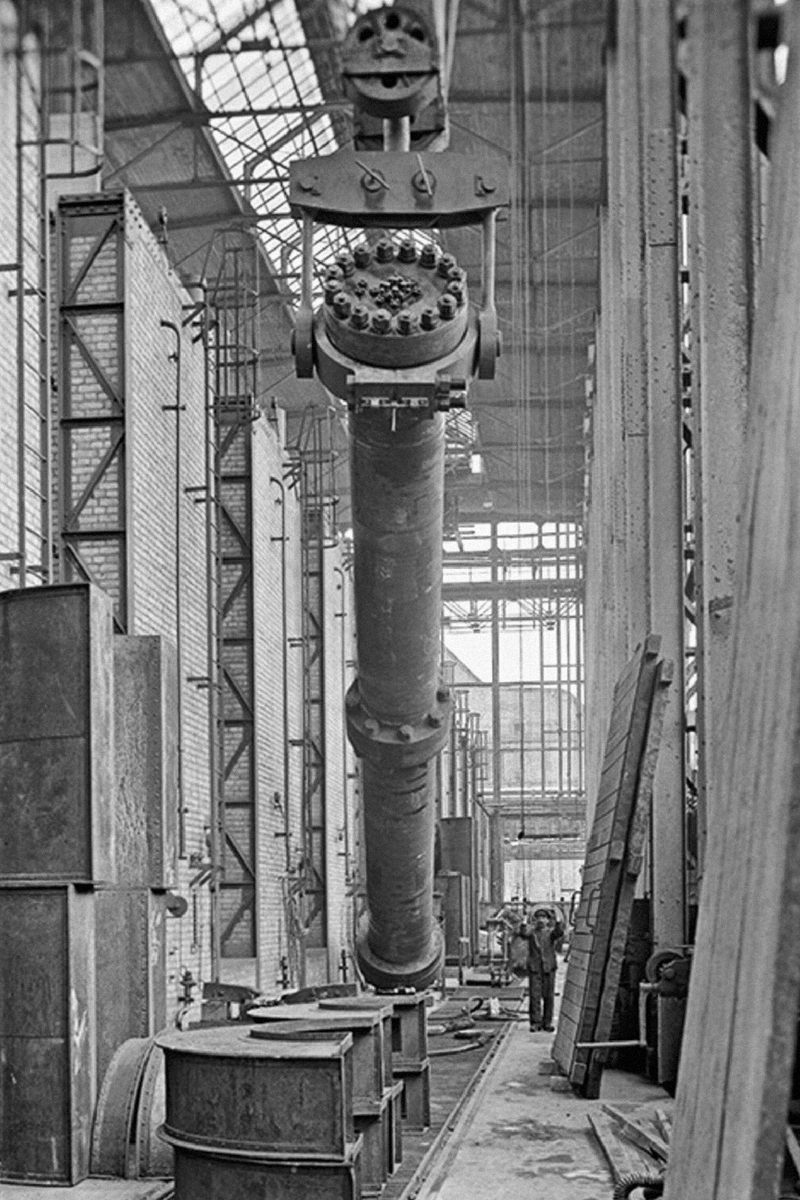
Erster Ammoniak-Reaktor im Werk Oppau 1913

Überzeugt von der großtechnischen Umsetzbarkeit dieser Herstellungsverfahren für Ammoniak und Ammoniumsulfat-Dünger, entschied sich die BASF im November 1911 zum Bau eines Stickstoff-Werkes[Anm. 1] in Oppau. Baubeginn für das 1,5 km nördlich von Ludwigshafen gelegene Werk mit einer Grundfläche von etwa 500 000 m² war am 7. Mai 1912. Nachdem Krupp zwischenzeitlich spezielle nicht entkohlungsanfällige rostfreie Stähle entwickelt hatte, die wegen der für die Synthese notwendigen hohen Temperaturen in Verbindung mit einem Druck von bis zu 200 bar erforderlich waren, nahm die Fabrik im September 1913 den weltweit ersten Reaktor zur industriellen Herstellung von Ammoniak nach dem neuen Haber-Bosch-Verfahren in Betrieb. Der tägliche Produktionsausstoß betrug rund 30 t Ammoniak, womit etwa 36 000 t Ammoniumsulfat (Ammonsulfat, AS) pro Jahr produziert werden konnten.

### Der Erste Weltkrieg
Mit Beginn des Ersten Weltkrieges kam es im Deutschen Reich durch die Seeblockade der Alliierten zu Lieferengpässen beim Natriumnitrat (Chilesalpeter) – das nun nicht nur in der Landwirtschaft, sondern umso dringender als sauerstoffliefernder Bestandteil für Sprengstoffe benötigt wurde. Im September 1914 schlossen daraufhin die BASF und die deutsche Reichsregierung das Salpeterversprechen, wodurch die Versorgung des deutschen Reiches mit Nitraten (Salpeter) – zunächst in Form von Natriumnitrat, später als Ammoniumnitrat (Ammonsalpeter, AN) – sichergestellt wurde. Carl Bosch sagte die Lieferung von 5 000 t Natriumnitrat innerhalb von nur sechs Monaten zu. Im Gegenzug war die Reichsregierung bereit, 6 Millionen Mark für die Produktionsanlage zur Verfügung zu stellen, die binnen elf Monaten eine Kapazität von 7 500 t erreichen sollte. Noch im selben Monat begannen in Oppau die Bauarbeiten für eine Pilotanlage zur Produktion von Salpetersäure durch Oxidation von Ammoniak und bereits im folgenden Monat (Oktober 1914) die Arbeiten an der Weißsalzfabrik (so genannt wegen der Farbe des produzierten Salpeters), in der die ersten Öfen im Februar 1915 in Betrieb gingen. Diese wurde später durch eine optimierte Anlage ersetzt.
Durch die Nähe zu Frankreich kam es ab Mai 1915 zu französischen Luftangriffen auf die BASF-Werke in Oppau und Ludwigshafen, denn Oppau lieferte Nitrate für Sprengstoffe, und Ludwigshafen produzierte Chlorgas, das von deutschen Truppen im April 1915 erstmals als chemische Waffe eingesetzt wurde. Auch wenn die Schäden in den beiden Werken insgesamt gering geblieben waren, begann die BASF nach Verhandlungen mit der Regierung im April 1916 in Mitteldeutschland mit dem Bau eines zweiten Stickstoffwerkes. Die Leunawerke nahe Merseburg (später Ammoniakwerk Merseburg GmbH) nahmen im April 1917 ihren Betrieb auf. In Oppau entschied die Werksführung, die Produktionsanlagen trotz den Luftangriffen kontinuierlich durchlaufen zu lassen, da die Produktion bereits deutlich zurückgegangen war. Obwohl die Kapazität auf 100 000 t im Jahr 1916/1917 gestiegen war, betrug die tatsächliche Produktionsmenge aufgrund verschiedener kriegsbedingter Probleme nicht viel mehr als 61 000 t Stickstoff. 1918 machten Ammoniak und Salpeter die Hälfte des Umsatzes der BASF aus. Diese verwendete die Gewinne für den Ausbau des Werks Oppau. In dieser Zeit produzierten die beiden Stickstoffwerke Oppau und Merseburg zusammen Produkte mit 90 000 t Stickstoffgehalt, die fast ausschließlich für militärische Sprengstoffe verwendet wurden.

### Die Zeit der Weimarer Republik
Nach dem Waffenstillstand stornierte die Reichsregierung alle Bestellungen für Sprengstoffe und chemische Waffen, die zu diesem Zeitpunkt fast 78 % des Umsatzes der BASF ausmachten. Am 6. Dezember 1918 marschierte die französische Armee ein. Ihr folgten Inspektoren und technische Kommandos, die offiziell die Abrüstung überwachen sollten, aber auch darauf aus waren, die Produktionstechnologien der deutschen chemischen Industrie – insbesondere der Ammoniaksynthese  – zu beschaffen. Die beiden linksrheinischen Chemiewerke Oppau und Ludwigshafen unterlagen bis 1920 französischer Besatzung. Durch den im Januar 1920 in Kraft getretenen Friedensvertrag von Versailles endete die direkte Besatzung dieser beiden BASF-Werke. Gleichzeitig wurden die beiden Ammoniakwerke Oppau und Leuna dadurch verpflichtet, Reparationsleistungen von 50 000 t Ammoniumsulfat pro Jahr an die Alliierten (davon 30 000 t an Frankreich) zu liefern, was aufgrund verringerter Produktionsmengen bedingt durch Streik, Brennstoffmangel und fehlende Maschinen in Oppau zu Verlusten führte. Im gleichen Zeitraum stieg die Zahl der Mitarbeiter in Oppau durch Kriegsheimkehrer zunächst sprunghaft an, die Fluktuation erhöhte sich bis 1920 auf 70 %, und es kam immer wieder zu Streiks, Arbeitsniederlegungen und Werksbesetzungen. 1921 waren in Oppau schätzungsweise 11 000 Arbeiter und Angestellte beschäftigt.
| Düngemittelproduktion in Oppau in t | 1917 | 1918  | 1919   | 1920   | 1921   |
| ----------------------------------- | ---- | ----- | ------ | ------ | ------ |
| Kaliumammonsalpeter                 | 13   | 4 216 | 13 733 | 16 760 | 312    |
| Ammonsulfatsalpeter                 |      |       | 8 252  | 52 614 | 62 940 |

Nach dem Ersten Weltkrieg war der Düngemittelmarkt für die BASF strategisch wichtiger als der Farbstoffmarkt. Allein die Ammoniakproduktion machte 1919 circa 59 % des Umsatzes der BASF aus.
Da Ammoniumnitrat (Ammonsalpeter) ergiebiger war als das in der Landwirtschaft bisher verwendete Natriumnitrat (Chilesalpeter), wurde in Oppau nach dem Krieg die Ammoniumnitrat-Produktion für die Düngemittelherstellung weitergeführt. Dem Problem, dass Ammoniumnitrat sehr hygroskopisch ist und stark zum Verklumpen neigt, begegnete man zunächst durch Beimischung von Kaliumchlorid (Chlorkalium), wodurch sich Ammoniumchlorid und Kaliumnitrat bildeten. Das entstandene Produkt wurde unter der Bezeichnung Kaliumammonsalpeter vertrieben. Später wurde das Kaliumchlorid zunehmend durch Ammoniumsulfat (AS) ersetzt. Verkauft wurde dieser Mischdünger unter der Bezeichnung Ammonsulfatsalpeter (Ammoniumsulfatnitrat, ASN) oder Mischsalz. Bei einem Stickstoffgehalt von 27 % enthalten 50 kg (ein Zentner) ASN genau so viel wirksamen Stickstoff wie 90 kg (180 Pfund) Chilesalpeter. In Sprengstoffen wurde Ammoniumnitrat in dieser Zeit vor allem als sauerstoffliefernde Komponente verwendet; seine Eigenschaft, dass es auch allein durch Initialzündung zur Explosion gebracht werden kann, war noch nicht überall bekannt. Durch die Beimengung von sprengtechnisch inerten Substanzen wie Ammoniumsulfat zum explosionsfähigen Ammoniumnitrat war ASN – wie AS – nach den damaligen Erkenntnissen kein Explosivstoff mehr, sondern erfüllte als ziviles Produkt die Vorgaben des Versailler Vertrages.

## Produktionsprozess

### Chemische Grundlagen

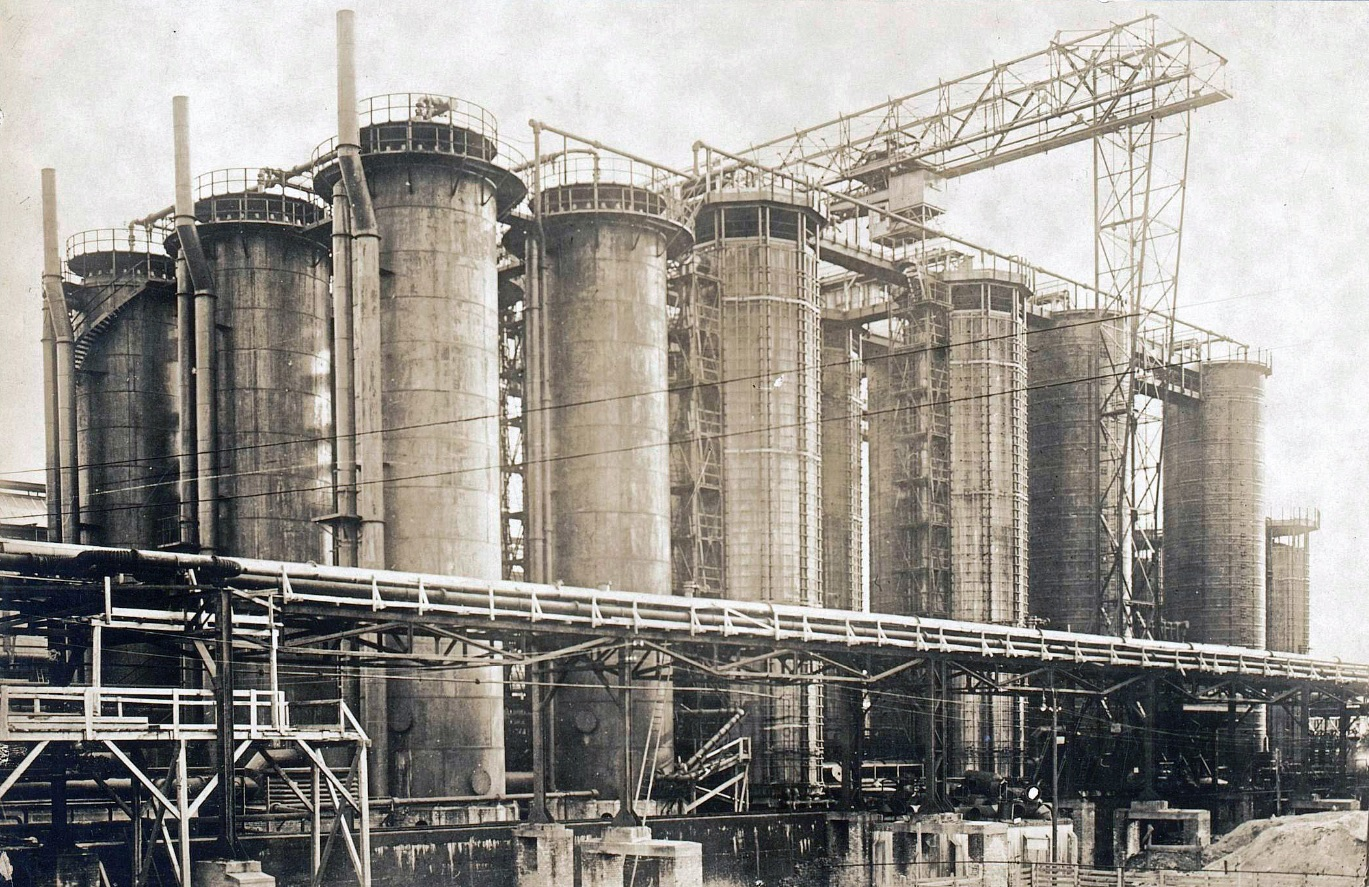
Salpetersäurefabrik mit Rieseltürmen

Das Ammoniumsulfatnitrat (ASN) wurde in Oppau in einem mehrstufigen Prozess hergestellt. Zunächst oxidierte man Ammoniak (NH3) aus dem Haber-Bosch-Prozess in einem separaten Produktionsgebäude zu Salpetersäure (HNO3). Diese wurde dann mit gasförmigem Ammoniak zu Ammoniumnitrat umgesetzt:
{\displaystyle \mathrm {\ NH_{3}+\ HNO_{3}\longrightarrow \ NH_{4}NO_{3}} }
Dabei entstand eine Lösung mit einer Konzentration von 55 bis 58 g Ammoniumnitrat in 100 ml Flüssigkeit.
Ammoniumsulfat gewann man nach einem eigenen Verfahren der Badischen Anilin- und Sodafabrik. Dazu wurde feingemahlener Gips (Calciumsulfat, CaSO4), der in einer verdünnten Ammoniumsulfatlösung aufgeschlämmt war, mit gasförmigem Ammoniak und Kohlensäure (Kohlenstoffdioxid, CO2) zur Reaktion gebracht:
{\displaystyle \mathrm {\ 2\ NH_{3}+\ CO_{2}+\ CaSO_{4}+\ H_{2}O\longrightarrow \ CaCO_{3}+\ (NH_{4})_{2}SO_{4}} }
Die dafür benötigte Kohlensäure stammte aus dem Synthesegas-Prozess, der bereits den für die Ammoniaksynthese benötigten Wasserstoff lieferte. Die Triebfeder für die Umwandlung war die Bildung des schlechter löslichen Calciumcarbonats.
In der Anfangszeit der ASN-Produktion in Oppau wurden Ammoniumnitrat und Ammoniumsulfat zunächst separat getrocknet. Nach einer einfachen Vermischung der beiden festen Salze auf einem Förderband bildete sich dann während der Lagerung im Silo über mehrere Tage daraus das ASN-Doppelsalz:
{\displaystyle \mathrm {\ 2\ NH_{4}NO_{3}+\ (NH_{4})_{2}SO_{4}\longrightarrow \ 2\ NH_{4}NO_{3}\cdot (NH_{4})_{2}SO_{4}} }
Um die Kosten zu reduzieren, änderte man das Verfahren kurz darauf: Die Ammoniumnitratlösung wurde nun in gusseisernen Vakuumverdampfern zuerst auf 85 bis 90 % hochkonzentriert. In gusseisernen Rührgefäßen wurde anschließend das feste Ammoniumsulfat (oder Kaliumchlorid für Kaliumammonsalpeter) zugegeben. Diese Prozessänderung hatte auch den Vorteil, dass das Ammoniumnitrat nicht mehr in trockener Form gehandhabt werden musste. Schneckenförderer transportierten die heiße Mischung zunächst in luftgekühlten Eisenrinnen zu einem Förderband, wo das gewünschte ASN-Doppelsalz kristallisierte. Ende 1920 wurde das Verfahren erneut modifiziert, und die dünnflüssige AN/AS-Lösung wurde bei 110 bis 120 °C über eine feststehende 10-cm-Düse mit Pressluft fein zerstäubt. Dadurch verdampfte das noch enthaltene restliche Wasser schneller; das Salz kühlte auf 60 °C ab und rieselte als feiner Schnee zu Boden. Durch die Verdüsung entstand ein feiner gekörntes Produkt mit geringerer Restfeuchte (1,5 bis 3 % statt ursprünglich 7,5 %). Es neigte so weniger zum Verklumpen.
Das ASN-Doppelsalz kristallisiert natürlicherweise in einem Mischungsverhältnis von 1 mol Ammoniumsulfat und 2 mol Ammoniumnitrat, was einem Gewichtsanteil von 54,8 % Ammoniumnitrat entspricht. Um ausreichend weit von der Explosionsgrenze entfernt zu sein (s. Abschnitt Handhabung), wurde in Oppau bewusst ein fünfprozentiger Überschuss an Ammoniumsulfat gewählt, sodass das Verhältnis Ammoniumnitrat zu Ammoniumsulfat 50:50 war (Oppauer Salz oder einfach Mischsalz).

### Produktionsanlage
Das Werk in Oppau stellte täglich 600 t Ammoniumsulfat her, wovon 100 t zur Erzeugung von ASN weiterverwendet wurden. Bei einem AS/AN-Mischungsverhältnis von 50:50 ergab sich damit eine tägliche Produktionsmenge von 200 t ASN. Die Produktion und die Lagerung des Ammonsulfatsalpeters im Werk Oppau waren auf die Gebäude Op 111, Op 110, Op 112 und Op 182 verteilt. Die eigentliche Produktion war im Gebäude Op 111 untergebracht. Die anschließende Trocknung, Abkühlung und die vollständige Umwandlung in das Doppelsalz erfolgten im Gebäude Op 110, einem 61 m × 31 m großen Holzgebäude mit Holzgewölbedach, das auf einer 5 m hohen Stützmauer aus Stahlbeton ruhte. Dazu pumpte man die gesättigte Lösung durch eine Rohrleitung ins Gebäude Op 110, wo sie dann versprüht wurde. Das Material gelangte später über ein unterirdisches Transportband in das Lagersilo Op 112 und von dort auf anderem Wege in ein zweites Silo mit der Bezeichnung Op 182. Beide Silos waren je 172 m lang, 31 m breit und 20 m hoch. Das Fassungsvermögen betrug jeweils 77 000 m³, womit Op 112 und Op 182 zusammen etwa 100 000 t ASN aufnehmen konnten. Die hohe Lagerkapazität war notwendig, da ASN in der Landwirtschaft ein Saisonprodukt war, das zunächst auf Vorrat produziert und dann in Frühjahr und Herbst in großen Mengen ausgeliefert wurde.

### Handhabung

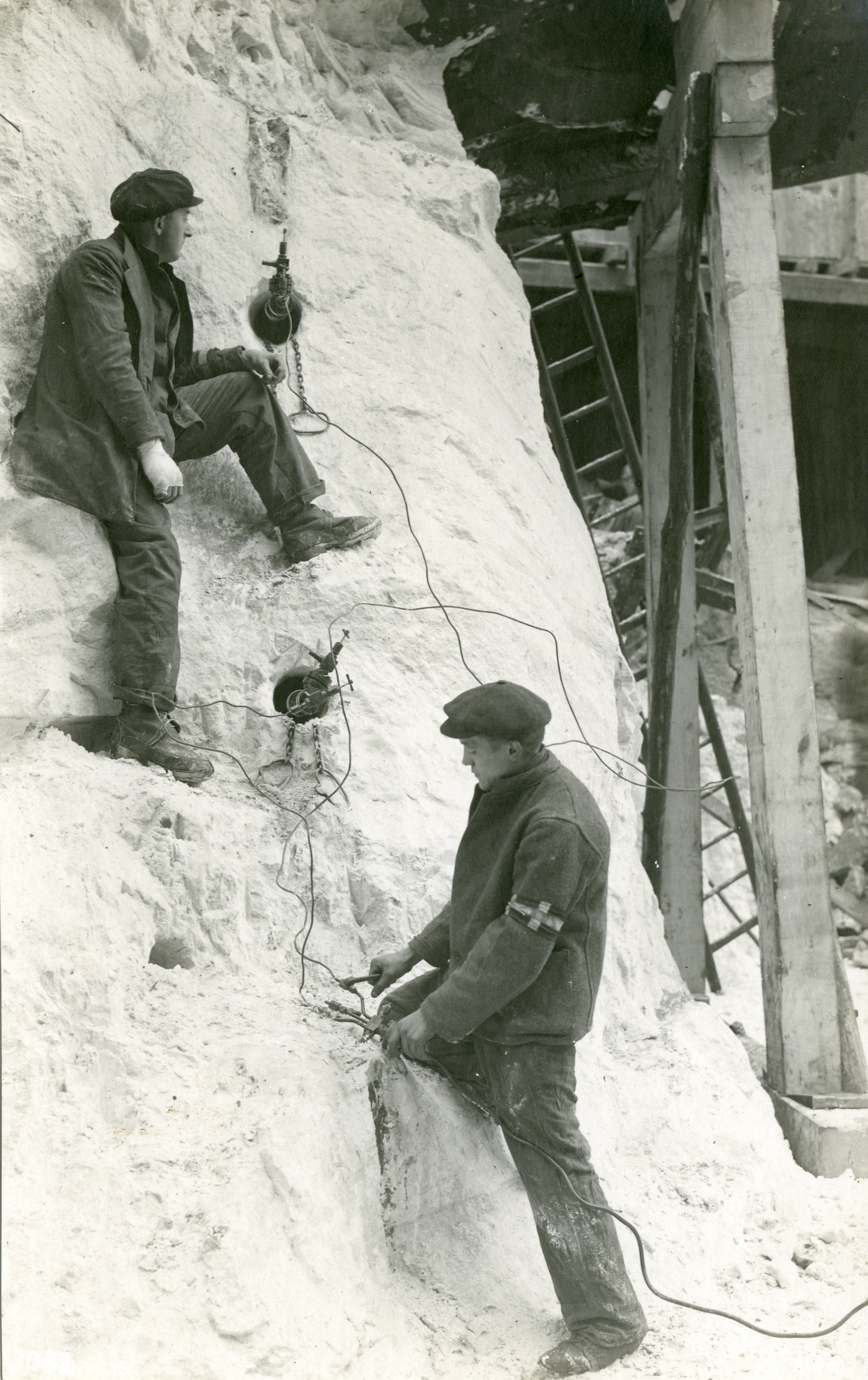
Bohrung von Sprenglöchern

Aufgrund der Restfeuchte und seiner Hygroskopizität verklumpte das ASN in den Silos und musste vor der Ausschleusung (Entnahme) gelockert werden. Dies wurde üblicherweise mit Hilfe kleinerer Sprengungen bewerkstelligt, da ein mechanischer Abbau mit Hacke und Schaufel oder durch Bagger nur eingeschränkt möglich war. Es war bereits teilweise bekannt, dass AN zu Detonation gebracht werden konnte: im Juli 1921 war es in Kriewald zu einer Explosion bei einer Auflockerung von AN mittels Sprengung gekommen. Zur Abschätzung des Risikos, das mit den Sprengungen verbunden war, hatten sowohl die BASF als auch die Agfa in Wolfen umfangreiche Labor- und Sprengversuche durchgeführt. Bei diesen Sprengversuchen zeigte sich, dass durch die Zugabe von inerten Salzen wie Kaliumchlorid, Natriumchlorid oder Ammoniumsulfat die Explosionsfähigkeit von Ammoniumnitrat „vollständig zum Verschwinden gebracht werden kann“. So fand man, dass sich Ammoniumnitrat bereits ab 170 °C, ASN aber erst ab 230 °C zersetzt. Bei zahlreichen Explosionsversuchen nach Trauzl (Bleiblockausbauchung) ergab sich, dass die Grenze der Explodierbarkeit bei einem Anteil von mindestens 60 % Ammoniumnitrat liegt. Das Ammonsulfatnitrat-Doppelsalz mit 54,8 % AN und 45,2 % AS erwies sich – ebenso wie das Oppau-Salz, das aus gleichen Teilen AN und AS bestand – als nicht explosiv. Zudem wurde keine Selbsterwärmung, die auf eine chemische Instabilität hingedeutet hätte, festgestellt. Alle durchgeführten Versuche zur Brennbarkeit von ASN verliefen ebenfalls negativ. Die Auflockerung mittels Sprengladung galt auch deshalb als sehr sicher, weil sie bereits bei Superphosphat-Düngern und seit dem Ende des Kriegs etwa 20 000 Mal von der BASF in Oppau und etwa 10 000 Mal von der Agfa in Wolfen ohne Probleme angewendet worden war. Den zuständigen Aufsichtsbehörden war das Verfahren bekannt, und es wurde von ihnen gebilligt.
In Oppau kamen zur Auflockerung üblicherweise 2 bis 5 Sprengpatronen Perastralit pro Bohrloch zum Einsatz. Gezündet wurden sie durch eine Sprengkapsel mit 2 g Explosivstoff, die elektrisch oder mit Zündschnur gezündet werden konnte. Vereinzelt waren bis zu 18 Patronen pro Bohrloch oder in bestimmten Fällen 150 Patronen in 25 Bohrlöchern gleichzeitig eingesetzt worden, ohne dass es jemals zu Komplikationen gekommen war.

## Chronologie der Ereignisse

### Vor dem Unglückstag

Skizze des Gebäudes Op 110 vor der Explosion, Blickrichtung nach Süden

Lageplan der Gebäude mit Explosionskrater

Während im Gebäude Op 111 der Salzbrei im sogenannten Spritzstall versprüht und aus diesem das ASN kontinuierlich über ein Förderband ins Silo Op 112 abgeführt wurden, wurden im Laufe des Jahres 1921 im Gebäude Op 110 verschiedene Spritzverfahren ausprobiert. Ab dem 27. April wurde das ASN zunächst auf verschiedene, stets wechselnde Haufen gesprüht. Das Material ließ man liegen, was dazu führte, dass sich die Haufen mit der Zeit gegenseitig überdeckten. Dadurch erhoffte man sich eine bessere Durchmischung bei möglichen leichten Materialschwankungen. Die Restfeuchte des Salzes betrug in dieser Zeit circa 4 %. Ende Mai wurde dieses Material, nachdem es durch 100 bis 120 Sprengschüsse gelockert worden war, aus dem nordöstlichen Bereich ausgelagert; im südwestlichen Teil und an der östlichen Seite verblieben noch insgesamt 3500 t. In der zweiten Kampagne, die von Ende Mai bis zum 19. September dauerte, wurde die Salzlösung dann längs der Mittellinie des Gebäudes über der Bodenöffnung für das Förderband gesprüht. Die Düse war dabei unverändert in 4,5 m Höhe im Winkel von 45 ° angebracht. Das meiste Salz fiel dabei direkt auf das Förderband und wurde so unmittelbar abgeführt, der Rest bildete einen Wall und Brücken über der Bodenöffnung und lagerte sich als feiner Staub auf dem Gebälk in einer 35 bis 45 cm hohen Schicht insbesondere in der Nähe der Bunkeraußenwände ab. In dieser Kampagne konnte die Restfeuchte von vorher 4 % auf durchschnittlich 2 % reduziert werden. Vom 2. bis 4. September wurden versuchsweise circa 150 t reines AN über dem Förderband gesprüht, auf das beim Durchlauf im Gebäude Op 111 dann AS geschaufelt wurde. Reste des AN im Gebäude Op 110 wurden sorgfältig abgekratzt und ausgelagert. Am 19. September wurde die ASN-Produktion dann eingestellt, damit das Gebäude Op 110 entleert werden konnte. Zu diesem Zeitpunkt lagerten dort circa 4500 t ASN mit verschiedenen Dichten zwischen 0,9 und 1,3 g/cm³ (weitere 7000 t lagerten im Silo Op 112). Am 20. September begann die Ausspeicherung durch das im Werkvertrag tätige Tiefbauunternehmen Gebrüder Kratz. Da die Salzmasse wie so oft erhärtet war, wurden durch den Sprengmeister am Nachmittag bereits erste Sprengungen durchgeführt, wobei er nach Zeugenaussagen mehr als dreizehnmal mit 17 Patronen des gleichen Sprengstoffes gesprengt hatte. Zuvor war bereits im Juni mit 100 bis 120 Schuss gesprengt worden.

### Der Morgen des 21. September 1921
Am Morgen des Unglücks war um 7 Uhr der Sprengmeister Hermann Humpe damit beschäftigt, die nächste Sprengung vorzubereiten. Humpe, der als gewissenhafter Mann galt, war ab Dezember 1920 von einem Sprengtechniker angelernt worden, als Sprengmeister konzessioniert und bei der BASF angestellt. Sprenglöcher wurden in 80 bis 120 cm Abstand rings um die Kuppe des Düngemittelhaufens schräg nach außen mit dem Eisenrohr eingeschlagen, mit zwei bis drei Sprengpatronen und einer Sprengkapsel versetzt und mit Salz verdämmt. An diesem Tag wurde mit Zündschnur gesprengt, und der Sprengmeister hatte am Morgen maximal 66 Sprengpatronen zur Verfügung.

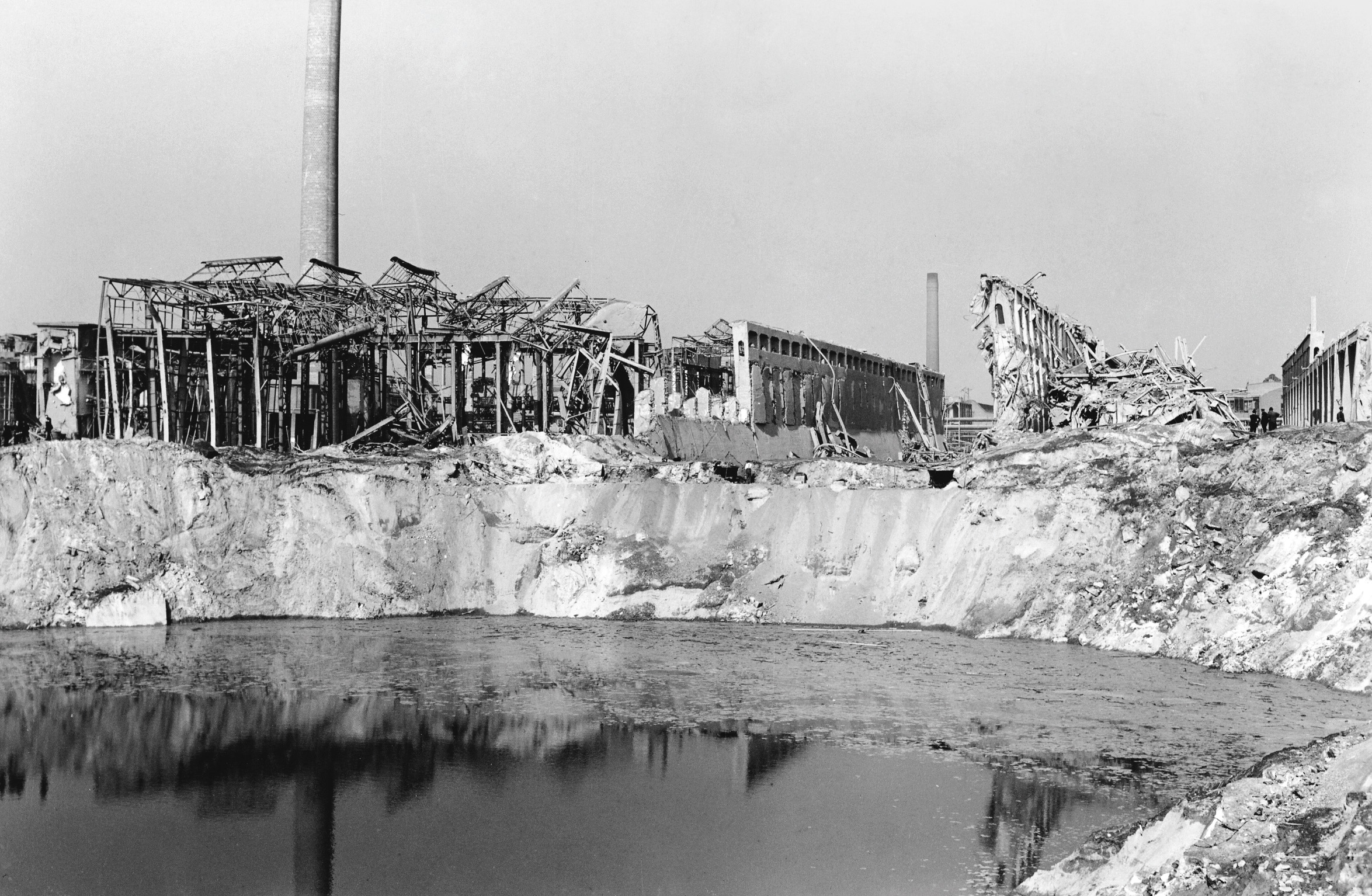
Nahaufnahme des Explosionskraters, Blickrichtung nach Norden. Die Silhouetten der Personen oberhalb des Kraterrandes (am rechten und linken Bildrand sowie in der Bildmitte) lassen die Dimensionen erkennen.

Eine halbe Stunde vor dem Beginn der Tagschicht arbeiteten im Werk circa 820 Mitarbeiter, insgesamt hatten bereits 2225 Personen das Werk betreten, als es um 7:32:14 Uhr eine gewaltige Explosion gab, der vier Sekunden später eine weitere, noch viel heftigere Explosion folgte[Anm. 2]. An der Stelle des Gebäudes Op 110 war ein Krater mit einer Länge von 165 m, einer Breite von 95 m und einer Tiefe von 18,5 m entstanden, was einem Erdauswurf von circa 300 000 m³ entspricht. In Presseveröffentlichungen wurden Augenzeugen zitiert, „dass eine gewaltige blitzartig in den Himmel schießende Feuererscheinung“ sich „zu einem Riesenring“ ausdehnte, und eine „riesige grauschwarze“ Staubwolke habe sich unter „furchtbarem Rollen und Prasseln“ „nach allen Seiten“ niedergesenkt. Andere Zeitungen berichteten, dass „hunderte von Metern hohe grelle Stichflammen“ bzw. eine „Feuersäule“ zu sehen waren.
Im Umkreis von 480 m waren von 300 Gebäuden ein Drittel so gut wie vollständig zerstört. In der nahegelegenen Ortschaft Oppau mit 7500 Einwohnern wurden in 600 m Abstand zum Explosionszentrum 1036 Gebäude völlig zerstört und in einem Abstand von bis zu 900 m weitere 928 Gebäude schwer beschädigt, die restlichen 89 Gebäude wiesen nur leichte Schäden auf. Insgesamt waren 3750 Haupt- und Nebengebäude in Oppau beschädigt oder zerstört worden. Fast alle in Oppau lebenden Menschen wurden obdachlos. In dem 1500 m entfernten BASF-Werk in Ludwigshafen wurden Dächer abgedeckt und Fensterstöcke herausgerissen. In dem an Oppau im Nordwesten angrenzenden Ort Edigheim waren von 2138 Gebäuden 678 komplett zerstört, weitere 1450 beschädigt.
Auf der gegenüberliegenden Rheinseite gab es insbesondere auf der Friesenheimer Insel massive Schäden. Dort stürzten Gebäude und Lagerhallen ein oder wurden stark beschädigt; mehrere Personen wurden getötet, viele verletzt. In der näheren Umgebung Ludwigshafens, der Vorderpfalz sowie in Mannheim wurden ebenfalls große Schäden angerichtet und Menschen durch einstürzende Gebäude getötet. Es wird berichtet, dass Maschinenteile bis nach Mannheim geschleudert wurden. Im 13 km entfernten Wormser Dom gingen alle mittelalterlichen Buntglasfenster zu Bruch. Noch im 25 km entfernten Heidelberg wurden Dächer abgedeckt und sprang eine Straßenbahn aus den Schienen. Gebäudeschäden wurden noch bis zu einer Entfernung von 75 km beobachtet. Die Erschütterungen waren noch in Frankfurt und Mainz zu spüren, und im Nordosten Frankreichs und sogar in München, Zürich und Göttingen waren die Explosionen zu hören.
Die Ludwigshafener Polizeidirektion berichtete, dass bis 4 Uhr nachmittags bereits 200 Leichen geborgen worden seien, während über die Zahl der Verletzten keine verlässliche Aussage gemacht werden könne: Die Leichtverletzten waren kurz nach dem Unglück nach Hause geeilt, während die Schwerverletzten durch Fuhrwerke auf alle Krankenhäuser der umliegenden Ortschaften und Städte verteilt worden waren.

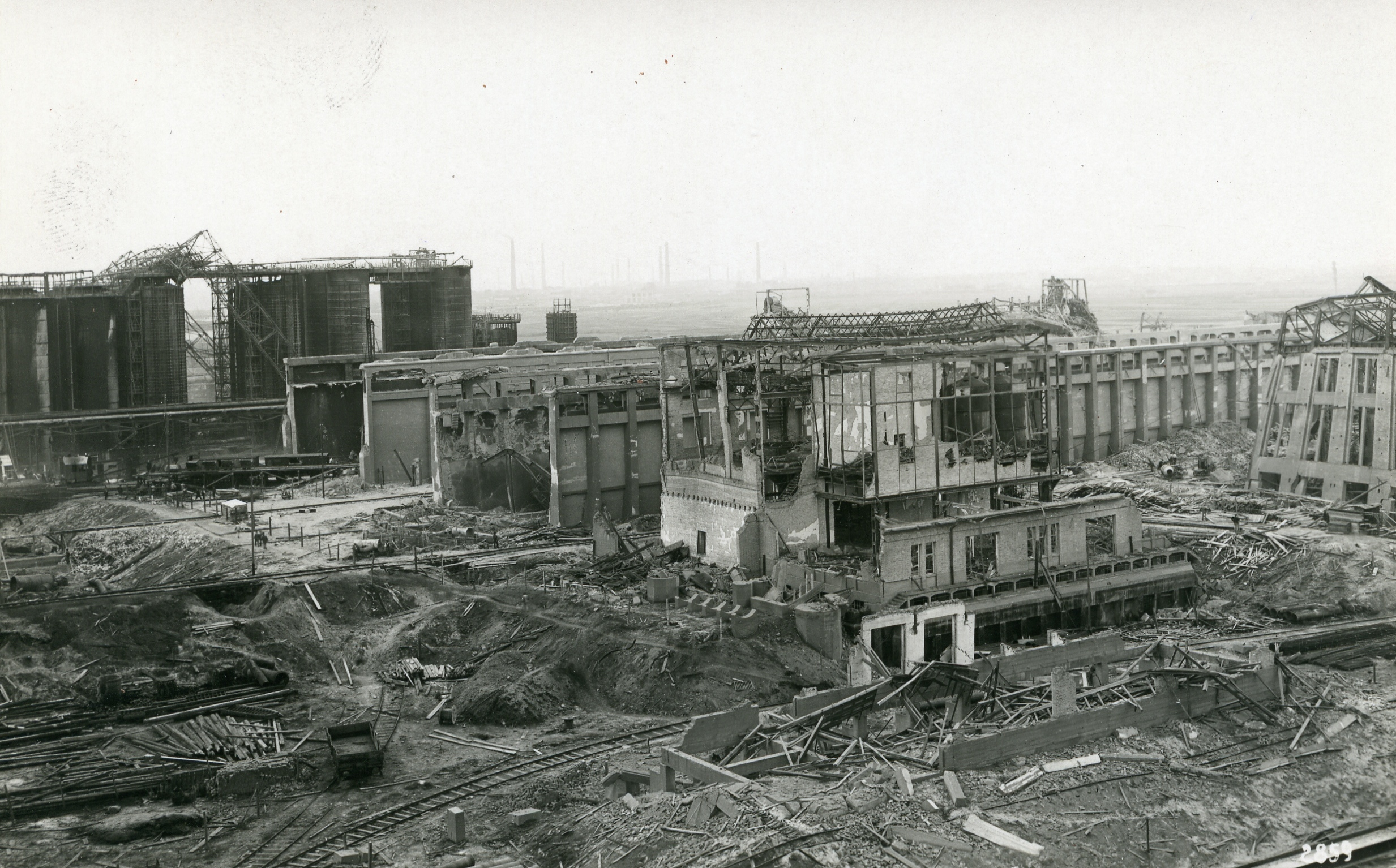
Aufnahme der Explosionsumgebung, Blickrichtung nach Süden. Links die Rieseltürme der Salpetersäureproduktion, in der Bildmitte die zerstörten Gebäude 283, 182 und 112, in der Ferne das Werk Ludwigshafen

Da alle Personen im unmittelbaren Umkreis der Explosion getötet wurden, lässt sich der Hergang des Unglücks nicht durch Zeugenaussagen rekonstruieren. Sicher ist, dass im Lager Op 110 um die 400 t der gelagerten 4500 t ASN explodierten.[Anm. 3] In der ersten, schwächeren Explosion wurden durch die Sprengungen zunächst knapp 70 bis 80 t lockeren Materials zur Mitdetonation gebracht. Durch die freigesetzte Energie wurde das im Gebäude Op 110 verbleibende Material fein verteilt und so stark erhitzt, dass in der folgenden Explosion 300 bis 400 t explodierten.[Anm. 4] Das restliche Material wurde durch die Wucht der Explosionen herausgeschleudert und wurde in Form einer feinen Salzschicht, aber auch als Brocken von bis zu 1,2 t in der Umgebung gefunden. Am Nachmittag setzte langanhaltender Regen ein, der vermutlich die Aerosolteilchen der Rauchwolken rasch aus der Luft wusch und die Luft klärte.

### Nach dem Unglück
Das Unternehmen, lokale Behörden und die französischen Besatzungstruppen beteiligten sich an den Rettungs- und Hilfsmaßnahmen und beorderten die verfügbaren Transportmittel zur Unfallstelle, um die geborgenen Verwundeten abzutransportieren. Oberst Mennetrier, der französische Befehlshaber in Ludwigshafen, erschien bereits um 8:30 Uhr, begleitet von General de Metz, mit ersten Militäreinheiten. Aus den französischen Garnisonen des 30. und 32. Korps in Speyer und Landau rückten die Sanitätsdienste unter Oberst Daugan sowie das französische Rote Kreuz an. Zur Versorgung der Verletzten wurden von der französischen Rheinarmee alle verfügbaren Militärärzte abgestellt und die Quartiere in Ludwigshafen geräumt. Paul Tirard, der Hochkommissar der interalliierten Rheinlandkommission, veranlasste aus Paris persönlich die Entsendung von zehn Rot-Kreuz-Schwestern und spendete 75 000 Mark als erste Hilfe für die Familien der Opfer. Der Oberbürgermeister von Frankfurt organisierte zusammen mit dem Roten Kreuz eine Hilfsaktion mit mehreren vollbesetzten Krankenwagen und 14 Ärzten. Fritz Haber, der sich im 70 km entfernten Frankfurt aufhielt, nahm die Explosion als eine Art Erdbeben wahr. Carl Bosch, der seit 1919 Vorstandsvorsitzender der BASF war und sich zu diesem Zeitpunkt in seiner Villa in Heidelberg befand, wurde durch das Rappeln der Fenster und die sich bildende Rauchwolke alarmiert und eilte sofort zum Oppauer Werk. Es wird berichtet, dass er mit dem entstandenen Chaos in vorbildlicher Weise umging, aber kurze Zeit nach der Trauerfeier körperlich zusammenbrach und danach mehrere Monate nicht mehr in Erscheinung trat.

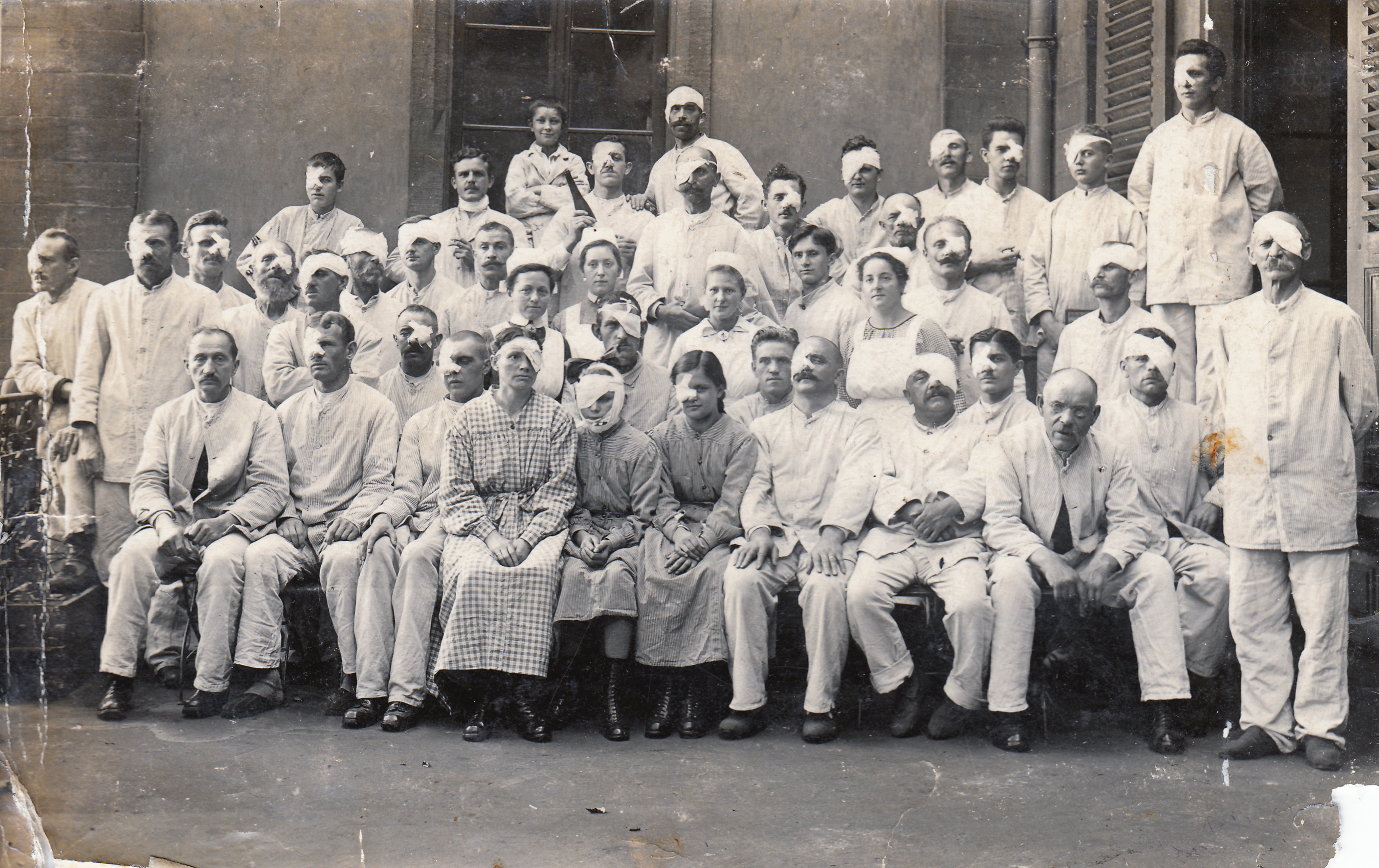
Verletzte Mitarbeiter

Nach dem Unglück kursierten zahlreiche Gerüchte über die Katastrophe. Die deutsche Presse berichtete von teilweise apokalyptischen Szenen, die jedoch vielfach als übertrieben angesehen werden müssen. Die Führung der BASF informierte bereits um 10:30 Uhr darüber, dass es keine Gefahr von weiteren Explosionen gebe. Sie musste in den folgenden Tagen noch mehrfach Presseberichte dementieren, dass das Werk Oppau völlig zerstört worden war, die Haber-Bosch-Anlage an der Explosion beteiligt gewesen war oder dass ausströmende grünliche Gaswolken über dem Werk gelegen waren. In einer amtlichen Bekanntmachung der Direktion benannte diese als Explosionsort das Lager mit 4500 t ASN und bat die Presse, „nur verbürgte Tatsachen“ zu veröffentlichen:

„Leider müssen wir die Wahrnehmung machen, daß die Explosionskatastrophe, von der unser Oppauer Werk heimgesucht wurde und die ohnedies schwer genug ist, in der Presse vielfach stark übertrieben wird. Um der schon zu stark in Mitleidenschaft gezogenen Bevölkerung unnötige weitere Aufregung zu ersparen, richten wir an die Presse die dringende Bitte, nur verbürgte Tatsachen mitzuteilen und von der Wiedergabe der im Umlauf befindlichen, zahlreichen unkontrollierbaren Gerüchte abzusehen. Wie am Mittwoch, so werden wir auch weiter jeweils Nachrichten geben, sobald die Entstehungsursache und die Wirkungen der Explosion tatsächlich festgestellt sind, was bei der Größe und dem Umfang der Katastrophe noch einige Zeit in Anspruch nehmen wird. Nach den uns bis zum Mittwochabend zugegangenen Nachrichten sind bis jetzt insgesamt 244 Tote zu beklagen. Mit einer weiteren Erhöhung der Zahl der Toten und Verwundeten ist zu rechnen, zumal etwa 70 Leute vermißt sind. Die Mitteilung, daß die ganze Fabrik Oppau zerstört ist, ist unrichtig. Die eigentlichen Fabrikationseinrichtungen sind verhältnismäßig wenig beschädigt. Wir hoffen daher, daß die Herstellung von Ammoniakwasser schon in einigen Monaten wieder aufgenommen werden kann. In den Werken in Ludwigshafen laufen die Betriebe ungestört.“

Noch am Tage der Explosion ordnete Carl Bosch die sofortige Einstellung der Ammonsalpeter-Produktion in Oppau an, die erst zwei Jahrzehnte später wiederaufgenommen wurde. Auf Anordnung der Behörden wurde der Zugang zum eingestürzten Silo Op 112, in dem immer noch 7 000 t ASN lagerten, mit Stacheldraht abgesperrt und zusätzlich Tag und Nacht bewacht. Nach einer Ortsbesichtigung am 30. September beschloss eine Gutachtergruppe, dass die Ausspeicherung des Salzes durch rein mechanische Verfahren keine Gefahr darstellte. Das Sprengen von Düngermischungen wurde durch den preußischen Minister für Handel und Gewerbe Wilhelm Siering am 16. Dezember 1921 verboten.

### Trauerfeier
Am Sonntag, dem 25. September 1921 gab es auf dem Ludwigshafener Friedhof eine Trauerfeier, an welcher der Reichspräsident Friedrich Ebert, der bayerische Ministerpräsident Graf Lerchenfeld, der badische Staatspräsident, der Präsident des Bayerischen Landtages und zahlreiche Vertreter von Behörden und Verbänden sowie rund 70 000 Menschen teilnahmen. Die französischen Generäle de Metz von der interalliierten Rheinlandkommission und Daugan als Beauftragter des Militärbefehlshabers waren ebenfalls anwesend. Carl Bosch sagte in seiner Trauerrede:

„Kein Kunstfehler und keine Unterlassungssünde hat die Katastrophe herbeigeführt. Neue, uns auch jetzt noch unerklärliche Eigenschaften der Natur haben all unseren Bemühungen gespottet. Gerade der Stoff, der bestimmt war, Millionen unseres Vaterlandes Nahrung zu schaffen und Leben zu bringen, den wir seit Jahren hergestellt und versandt haben, hat sich plötzlich als grimmiger Feind erwiesen aus Ursachen, die wir noch nicht kennen. Unser Werk hat er in Schutt gelegt. Aber was ist das alles im Vergleich zu den Opfern, die die Katastrophe gefordert hat! Hier stehen wir ganz machtlos und ohnmächtig, und all das Selbstverständliche, was wir tun können, um die trauernden Hinterbliebenen und die Verletzten zu trösten, ist nichts im Vergleich zu den Verlusten.“

Der Reichspräsident, der Bayerische Ministerpräsident, der badische und der württembergische Ministerpräsident sowie der bayrische Handelsminister besichtigten anschließend unter Führung der Direktoren der BASF die Unglücksstelle, trafen sich dort mit Vertretern von Arbeitern und Angestellten und besuchten Opfer in den Krankenhäusern. Das Bürgermeisteramt von Ludwigshafen berichtete zum Abend, dass bis zu diesem Zeitpunkt 235 Tote identifiziert und weitere 75 Tote unbekannt beerdigt wurden. Weitere 90 Personen seien noch immer vermisst. Am gleichen Tag wurde der Reichshilfsausschuß für Oppau-Ludwigshafen im Reichsarbeitsministerium gegründet.

### Unfallopfer
Die genaue Zahl der Toten und Verletzten ist nicht bekannt. Den offiziellen Angaben zufolge wurden 559 Personen entweder getötet oder blieben dauerhaft vermisst. Zu den Todesopfern zählten dabei 140 Mitarbeiter der BASF, 298 Angestellte anderer Firmen und 22 weitere Personen aus dem örtlichen Umfeld des Werkes. Vermisst blieben 38 Werksangehörige und 61 Mitarbeiter von Fremdfirmen. Verletzt wurden insgesamt 1977 Personen. Der Bericht der Bayerischen Untersuchungskommission spricht dagegen von 509 Toten und 1917 Verletzten, der Bericht der BASF-Werkszeitung vom Oktober 1921 gibt 586 Tote und Vermisste sowie 1952 Verletzte an. Lothar Wöhler von der TU Darmstadt konstatierte 1923 565 Todesfälle, der französische ARIA-Bericht aus dem Jahr 2008 gibt 561 Tote und 1952 Verletzte an, während der FFI-Bericht von 2016 nur grob von mehr als 500 Toten spricht. Die Opferzahlen hätten allerdings noch deutlich höher ausfallen können, wenn die Explosion etwas später, nach Beginn der regulären Tagschicht, stattgefunden hätte, denn viele Arbeiter waren zum Zeitpunkt des Unglücks noch nicht an ihren Arbeitsplätzen.
„Die Oppauer Verlustliste“ in der WERKZEITUNG DER BADISCHEN ANILIN- & SODA-FABRIK LUDWIGSHAFEN A/RH. vom Oktober 1921

Teil 1
Teil 2
Teil 3
Teil 4
Teil 5

## Erste Hilfe und Schadensregulierung

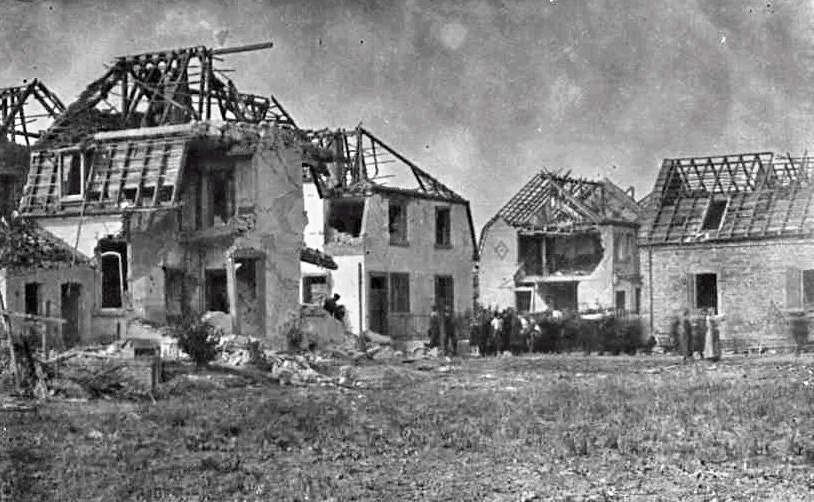
Zerstörte Wohnhäuser in Oppau

Im gesamten Deutschen Reich und im Ausland wurden Geld- und Sachspenden gesammelt. Tanzsäle und Schulen in der Region dienten zur Notunterbringung von obdachlos Gewordenen. Die BASF stellte ihre Betriebsküchen für die Versorgung zur Verfügung. Die französischen Besatzungstruppen beorderten vier mobile Feldküchen nach Oppau. Das Rote Kreuz organisierte Speisungen in den Volksküchen von Mannheim und Ludwigshafen, die Heilsarmee unterstützte ebenfalls die Essensausgabe an Bedürftige.
Aus seinem Dispositionsfonds wies der Reichspräsident am 22. September dem Hilfswerk 250 000 Mark an. Bis zum 24. September waren Spenden im Wert von 24 Millionen Mark eingegangen. Sämtliche Tageszeitungen druckten in ihren Sonntags- und Montagsausgaben den Aufruf des Reichshilfsausschuss Oppau: „Gebt rasch und gebt reichlich für die Opfer des Oppauer Unglücks!“ Poststellen, Sparkassen und Banken hängten entsprechende Plakate auf und richteten Sammelstellen ein. Der Mannheimer Trappist Eugen Rugel organisierte mit Unterstützung von Regionalzeitungen und der Stadtverwaltung eine Straßensammlung. Der städtische Fuhrpark und 100 Schutzleute wurden für die zweitägige Sammlung abgestellt, danach waren vier Mannheimer Turnhallen mit Spenden gefüllt: 500 Zentner Lebensmittel wurden gesammelt sowie Möbel, Hausrat und Kleidung, die insgesamt 45 Lastwagen füllten. Die Siemens-Schuckertwerke stellten 2 Millionen Mark zur Verfügung, eine öffentliche Sammlung in Frankfurt brachte bis zum 27. September bereits 1,2 Millionen Mark ein. Die Verteilung der Spenden übernahm das Hilfswerk Oppau. Die Deutsche Heimatfilm GmbH stellte dem Reichsarbeitsminister Heinrich Brauns Aufnahmen zur Verfügung, um mit daraus erstellten Filmen in Lichtspieltheatern um Spenden zu werben. Die Deutsche Reichsbahn teilte mit, dass „Liebesgaben“ für die Hinterbliebenen der Oppauer Katastrophe kostenlos transportiert würden. Das Central Relief Committee in New York stellte 500 Kisten mit Milch und anderen Lebensmitteln im Wert von 1 Million Mark und 500 000 Mark in bar zur Verfügung, die das Deutsche Rote Kreuz mit dem Bürgermeister von Ludwigshafen unter den Hilfsbedürftigen verteilen sollte. Das schwedische Rote Kreuz spendete 100 000 Mark. Es wurde aber auch vor Betrügern gewarnt: So berichtete der Reichsanzeiger von „gewissenlosen Gaunern und Gaunerinnen“, die sich als „schwer heimgesuchte Oppauer Bürger ausgeben“, um sich Hilfeleistungen zu erschwindeln.
Bereits am 23. September erarbeitete die BASF-Unternehmensführung einen Sechs-Punkte-Plan, um Opferangehörigen und Überlebenden zu helfen. Von den Familien, deren Häuser zerstört waren, konnten 93 in freie Werkswohnungen einziehen. Die BASF lehnte von Anfang an jegliche juristische Verantwortung und Rechtsansprüche ab, da die Explosion nicht auf Fahrlässigkeit zurückzuführen sei, sondern es sich vielmehr um eine Art Naturkatastrophe handelte. Dennoch zahlte sie freiwillig geringere Entschädigungen an Betroffene und an die Angehörigen der Todesopfer und einen größeren Betrag an das Hilfswerk Oppau, das gegründet wurde, um die Hilfs- und Spendengelder zu verwalten. Den Angehörigen der Toten zahlte die BASF einmalig 2000 Mark und den Witwen 50 % des Tarifgehaltes fort. Die Angestellten der BASF spendeten 400 000 Mark, von der Reichsregierung wurden 10 Millionen Mark kurzfristig zur Verfügung gestellt. Nicht-Werksangehörige unter den Opfern erhielten von der BASF eine einmalige Summe von insgesamt 20 000 Mark, die durch die anhaltende Hyperinflation jedoch rasch an Wert verlor.
Bis Dezember 1921 errichteten die Reichsvermögensverwaltung und das deutsche Rote Kreuz Wohnbaracken für insgesamt 1100 Personen, die für die Obdachlosen und die rekrutierten Hilfsarbeiter genutzt werden konnten. Bis Ende Oktober 1921 konnten allen obdachlosen Familien in Oppau Unterkünfte zur Verfügung gestellt werden.

## Wiederaufbau
Der Schaden an der Fabrik betrug nach ersten Abschätzungen mindestens 570 Millionen Inflationsmark, von denen weniger als ein Drittel die Versicherung deckte. Die Ingenieure der BASF schätzten, dass der Wiederaufbau des Werkes Oppau bis zu einem Jahr dauern könnte und dass dazu 10 000 Arbeitskräfte benötigt würden. Carl Bosch beauftragte Carl Krauch mit der Arbeit, dem es gelang, mit Unternehmen aus ganz Deutschland Verträge zur Überlassung von Arbeitnehmern abzuschließen. Bestehende Arbeiten bei diesen Unternehmen wurden unterbrochen und ganze Arbeitsschichten mit ihren Vorarbeitern nach Oppau gesandt. Das Werk Oppau wurde in Rekordzeit wiederaufgebaut, innerhalb von elf Wochen war es provisorisch wiederhergerichtet. Man nahm bereits in der ersten Dezemberwoche 1921 den Betrieb auf und war im Februar 1922 wieder bei voller Kapazität.
Über die Schäden an den umliegenden Gemeinden gibt es unterschiedliche Angaben. Einige Quellen bezifferten sie auf 100 bis 200 Millionen Mark, andere berechneten allein für die 3750 in Oppau beschädigten Gebäude eine Schadenssumme von über 360 Millionen Mark. Die Regulierung von Sachschäden wurde sehr unterschiedlich gehandhabt. Auf der rechtsrheinischen Seite wie in Mannheim und Heidelberg galt das badische Recht. Dort waren Explosionsschäden in vollem Umfang gedeckt, da es eine gesetzliche Verpflichtung gab, Bauwerke zum ortsüblichen Bauwert zu versichern. In der bayrischen Pfalz galt das bayrische Recht, bei dem die Landesversicherungsanstalt nur dann zahlte, wenn eine Zerknallversicherung abgeschlossen worden war. Ansonsten war nur das Gebäude versichert, in dem die Explosion geschah. Insgesamt deckten hier die Versicherungsverträge nur 70 Millionen Mark der auf 321 Millionen Mark geschätzten Sachschäden in Oppau ab.
Städtische Bauämter bildeten Ausschüsse, veranlassten die Schäden fotografisch zu dokumentieren, und begrenzten Preise für Baumaterialien, um eine Bewucherung zu verhindern. Das Ziel war es, die Wohnhäuser in den Wintermonaten wieder bewohnbar zu machen. Bereits am 6. Oktober gab das Bürgermeisteramt Ludwigshafen ein Merkblatt für Hausbesitzer heraus und forderte die Betroffenen auf, Schäden über ein Formblatt zu melden. Karl Stützel vom Hilfswerk Oppau arbeitete dabei immer wieder daran, dass die BASF den Hauptteil der Kosten – die nicht von den Versicherungen gedeckt wurden – übernähme. Im Januar 1922 stimmte diese ohne Anerkennung eines Verschuldens oder einer Verpflichtung zu, die Kosten für den Wiederaufbau der Gebäude zu übernehmen. Die Arbeiten erfolgten in der Verantwortung des Hilfswerkes, aber unter Aufsicht der BASF und benötigten 16 Millionen Goldmark. Letztlich dauerte der Wiederaufbau des zerstörten Ortes Oppau gut drei Jahre. Die neuen Baurichtlinien sahen vor, dass Häuser in unmittelbarer Nähe zum Oppauer Werk nicht neuerrichtet und die Straßen für die aktuelle Verkehrssituation ausgebaut würden. Der östliche Teil von Oppau, der dem Explosionszentrum besonders nahelag, blieb als Gefahrengürtel und Interessengebiet der Fabrik unbebaut; stattdessen wurde ein neues Areal im Süden erschlossen. Eine Reihe von Straßen wurde verlegt, eine Parallelstraße zur Hauptstraße errichtet und ein neuer Marktplatz angelegt. Neue Häuser wurden nach neuen hygienischen und sanitären Ansprüchen errichtet. Bis Ende 1921 waren 230 Haupt- und 140 Nebengebäude abgerissen und 600 Wohnungen und 700 Nebengebäude wiederhergestellt. Die Neubautätigkeiten begannen dann im Frühjahr 1922. Möbelreparaturen wurden durch die Schreinereiwerkstätten des Hilfswerkes an insgesamt 655 regionale Unternehmen vergeben. Die Beschaffung von Baumaterialien für den größten Baubetrieb des Deutschen Reiches und die immer schnellere Inflation waren ständige Herausforderungen. Stetige Arbeitskämpfe, die Sperrung der Rheinbrücken durch französische Truppen und der Ruhrkampf 1923 verschärften die Versorgungsprobleme. Bis zur Auflösung des Hilfswerkes im November 1924 wurden 2647 Gebäude neuerrichtet.
Beim Wiederaufbau des Ortes Oppau machte sich der Architekt Albert Boßlet einen Namen, der in dieser Zeit als Landesbaurat im bayerischen Innenministerium arbeitete und hauptsächlich als Kirchenbaumeister bekannt wurde.

## Ursachenforschung
Die für die Verwaltung der bayerischen Pfalz zuständige damalige Bayerische Staatsregierung  entschied bereits am Nachmittag des Unfalls über die Bildung einer fünfköpfigen Untersuchungskommission zur Ursachenklärung. Eine Woche später, am 28. September 1921, rief die Reichsregierung eine achtköpfige Untersuchungskommission ins Leben, die am 6. Oktober zum ersten Mal in Ludwigshafen zusammentrat. An den weiteren fünf Sitzungen in Ludwigshafen und sechs Sitzungen in Berlin nahmen zudem die Mitglieder der bayrischen Untersuchungskommission teil. Die BASF selbst beteiligte sich ebenfalls an der Ursachenforschung. Die Staatsanwaltschaft Frankenthal leitete gegen die Mitglieder der Unternehmensführung Carl Krauch (stellv. Direktor), Johannes Fahrenhorst (Prokurist) und Franz Lappe (stellv. Direktor) ein Strafverfahren wegen fahrlässiger Tötung und Körperverletzung ein. Am 30. September 1921 fand in Gegenwart von Untersuchungsrichter und Staatsanwaltschaft, den Sachverständigen der Chemisch-Technischen Reichsanstalt und Ernst Richard Escales zunächst eine Besprechung in Frankenthal und danach eine Ortsbesichtigung unter Beteiligung der Gewerbeaufsichtsbehörde und der Berufsgenossenschaft statt.
Die offiziellen Untersuchungsausschüsse einigten sich auf eine Arbeitsteilung und die Hinzuziehung von verschiedenen Experten. Chemisch-technische Prüfungen wurden von der bayrischen Untersuchungskommission an Ort und Stelle übernommen. Physikalisch-technische Untersuchungen führte Alexander Gutbier, Vorstand des Laboratoriums für Anorganische Chemie an der Technischen Hochschule Stuttgart, aus. Die analytisch-sprengtechnischen Untersuchungen wurden von Lothar Wöhler von der TU Darmstadt und insbesondere der Chemisch-Technischen Reichsanstalt unter Leitung von Hermann Kast durchgeführt. Der Chemiker und langjährige Herausgeber der Zeitschrift für das gesamte Schieß- und Sprengwesen, Ernst Richard Escales, nahm als Sachverständiger für das Landgericht Frankenthal eine Sonderstellung ein, da ein Großteil der Untersuchungsergebnisse in seiner Zeitschrift veröffentlicht wurde. Daneben waren Emil Bergmann, der Direktor, und Fritz Lenze, ein weiterer Mitarbeiter der Chemisch-Technischen Reichsanstalt, als Experten involviert. Aus den Trümmern des Werkes wurden die Betriebs- und Analysebücher geborgen. Damit konnten die Mengen an verarbeitetem Ammoniumnitrat und -sulfat sowie an hergestelltem Dünger berechnet werden. Es wurden verschiedene Proben aus den Resten des Gebäudes Op 111, dem zerstören Gebäude Op 110 und dem eingestürzten Silo Op 112 sowie Sprengstoffreste gesichert, um diese umfangreich zu untersuchen.
Die Chemisch-Technische Reichsanstalt veröffentlichte am 30. November 1921 ein erstes Gutachten und detaillierte Informationen zu sprengtechnischen Untersuchungen. Ein zweites Gutachten wurde am 24. Juni 1922 veröffentlicht. Ab 1925 wurden die gesammelten Daten dann durch Hermann Kast in der Zeitschrift für das gesamte Schieß- und Sprengwesen in mehreren Sonderbeilagen veröffentlicht.
Am 10. April 1923 stellte das Landgericht Frankenthal das Verfahren gegen die Unternehmensführung der BASF ein, da Zeugenaussagen und Gutachten keinen Nachweis auf eine Schuld oder fahrlässiges Verhalten ergeben hatten.

### Unglücksursachen und -verlauf
Spekulationen, dass die Haber-Bosch-Anlage, ein großer Gaskompressor, einer oder mehrere der großen Wasserstoff-Gasbehälter, ein Kesselhaus oder eines der Laboratorien der Explosionsherd waren, konnten bereits während der Ortsbesichtigung unmittelbar nach dem Unglück verworfen werden. Relativ schnell wurde ein Anschlag oder die heimliche Lagerung von Munition im Gebäude Op 110 ausgeschlossen, da die notwendige Menge von über 100 t Sprengstoff nicht hätte vor den Arbeitern verborgen werden können. Die Mutmaßung des kommunistischen Abgeordneten Hermann Remmele, dass das in Oppau vorhandene Prämiensystem, welches Sondervergütungen abhängig von der Produktionsmenge vorsah, zu nachlässigem Arbeiten und damit zu Unregelmäßigkeiten in der Produktion führte, konnte nach Durchsicht der Betriebsbücher nicht bestätigt werden. Nach Ausschluss verschiedener anderer Ursachen wie einer Selbsterwärmung des ASN, die in der Explosion endete, bleiben als wahrscheinlichste Hauptursachen für das Unglück die kurz vorher vorgenommene Änderung der Produktion auf das Spritzverfahren und die Erweiterung der Produktion in das Gebäude Op 110. Durch das neue Spritzverfahren wurde das ASN trockener, lockerer und feiner, wodurch es sich wie gewünscht leichter abbauen ließ. Alle drei Faktoren erhöhten gleichzeitig die Explosionsfähigkeit des ASN. Beim Versprühen im Gebäude Op 110 fiel ein Großteil der Masse rasch zu Boden, während ein kleiner Teil sehr feinen Materials (< 1 %) länger in der Luft schwebte und sich erst allmählich und in weiterer Entfernung vom Transportband als lockere 35 bis 50 cm starke Schicht ablagerte, die vermehrt aus AN bestand. Diese mögliche Entmischung wurde durch Untersuchungen von Gutbier bestätigt, der fand, dass sich das Doppelsalz bei 120 °C noch gar nicht und bei den vorherrschenden Spritzbedingungen (mehr als 60 °C) nur teilweise bildet. Bei sprengtechnischen Untersuchungen konnte Kast schließlich zeigen, dass bereits handelsübliches Oppauer ASN mit korrektem Mischungsverhältnis bei lockerer Schüttung (Dichte ≤ 0,9) und starker Verdämmung zur Explosion gebracht werden kann. Dabei steigt die Explosionsfähigkeit mit der Menge; eine kleinere Menge, wie bei den Versuchen der BASF, führte nicht zu einer Explosion. Kast fand zudem, dass bei gleicher chemischer Zusammensetzung die Explosionsfähigkeit allein dadurch zunimmt, dass das AS als gröbere und das AN als feinere Kristalle vorliegen. Es sind also neben der chemischen Zusammensetzung in großem Umfang auch die physikalischen Eigenschaften und die Umstände der Zündung für die Explosionsfähigkeit von ASN verantwortlich. Bezüglich der zwei aufeinanderfolgenden Explosionen kam Kast somit zu der Schlussfolgerung, dass diese durch zwei aufeinanderfolgend angesetzte Sprengschüsse verursacht wurden, wobei die erste Explosion „das übriggebliebene Salz in einen Zustand versetzt habe, der für die Entstehung einer größeren Explosion günstig war, so dass ein zweiter, später losgehender Sprengschuss eine wesentlich größere Wirkung als der erste erzeugen konnte.“
Basierend auf den gesammelten Untersuchungsergebnissen der verschiedenen Kommissionen und Gutachter kamen verschiedene Faktoren zusammen, die so höchstwahrscheinlich zur Katastrophe führten: Die Einführung der Sprühtrocknung zu Beginn des Jahres 1921 führt zu einer Änderung der physikalischen Eigenschaften, die das ASN insgesamt empfindlicher gegenüber Initialzündungen machte.
| Parameter     | Explosionsfähigkeit                  | Einfluss durch das Sprühverfahren |
| ------------- | ------------------------------------ | --------------------------------- |
| Teilchengröße | nimmt mit sinkender Partikelgröße zu | Reduzierung der Teilchengröße     |
| Dichte        | nimmt mit abnehmender Dichte zu      | Dichte wird geringer              |
| Feuchtigkeit  | nimmt mit abnehmender Restfeuchte zu | geringere Restfeuchte             |

Das zu der AN-Lösung gegebene grobkristalline AS löste sich vermutlich nicht komplett auf, wodurch es beim Versprühen schneller zu Boden fiel als das in feinen Partikeln kristallisierende AN. Dadurch kam es zur Anreicherung einer kleinen Menge (0,1 bis 0,2 % der Produktionsmenge) einer feinen Fraktion mit einem AN-Gehalt von > 55 %, die ausreichend empfindlich gegenüber dem Explosionsdruck der Perastralit-Sprengladungen war. Diese Fraktion lagerte sich insbesondere in den Randbereichen des Gebäudes OP 110 ab, weswegen sie nicht regelmäßig ausgespeichert wurde und eine Mächtigkeit von circa einem halben Meter (circa 100 t) erreichte. Eine Sprengung, die zumindest teilweise innerhalb dieser AN-reichen Schicht erfolgte, löste die erste Explosion aus. Die feine Verteilung und thermische Anregung einer größeren Menge von ASN – mit korrektem Mischungsverhältnis, aber geänderten physikalischen Werten – führte danach durch eine weitere Sprengkapsel zur zweiten Explosion.

### Verschwörungstheorien
Zwar kamen die Geheimdienste der Alliierten zu dem Ergebnis, dass es keine heimliche Kriegsforschung oder Lagerung von Sprengstoffen bei der BASF gegeben hatte, doch gab es – angeheizt durch Spekulation und Gerüchte, dass Deutschland weiterhin im Verborgenen an Waffen forschte – auch immer wieder gegenteilige Behauptungen. So schrieb die New York Times am 31. Oktober 1921:

“[…] it might reasonably be suspected that experimenting of a secret nature was going on at the Oppau factory, which, it will be recalled, manufactured most of the chlorine and phosgene used by the Germans in their gas attacks during the war. The burden of proof should be upon the Badische Company to make out a case of confining its researches and energies to products of peaceful industry. […] but when the fact is well known that there is an unrepentant and revengeful military party in Germany that looks to another war to restore her baleful power, and when the world believes that these dangerous reactionaries would welcome the discovery by their chemists of annihilating gases of enormous power, it is not inconceivable that the disaster at Oppau may have been due to covert experimenting by those chemists.”

„[…] es liegt nahe zu vermuten, dass geheime Experimente in jener Oppauer Fabrik stattfanden, welche, wie man sich erinnert, einen Großteil des bei deutschen Gasangriffen während des Krieges verwendeten Chlor- und Phosgengases herstellte. Die Beweislast sollte bei der Badischen Fabrik liegen, eine Beschränkung ihrer Forschungen und Aufwendungen auf Produkte der Friedenswirtschaft nachzuweisen. […] aber wenn allseits bekannt ist, dass in Deutschland eine reulose und rachsüchtige Militärfraktion existiert, die nach einem weiteren Krieg strebt, um ihre unheilvolle Macht wiederherzustellen, und wenn alle Welt annimmt, dass diese gefährlichen Reaktionäre die Entwicklung von Vernichtungsgasen enormer Stärke durch ihre Chemiker begrüßen würden, dann ist es durchaus vorstellbar, dass die Oppauer Katastrophe auf heimliche Experimente jener Chemiker zurückzuführen ist.“

Der Daily Telegraph und das Wall Street Journal spekulierten unmittelbar nach der Explosion, dass in Oppau ein neues „Gas mit furchtbarer Explosionswirkung“ hergestellt worden wäre. Noch 1961 berichtete eine australische Zeitung, die Stadt Oppau sei damals durch die Explosion eines geheimen deutschen Waffenlagers völlig zerstört und an neuer Stelle wieder aufgebaut worden.

## Gedenken

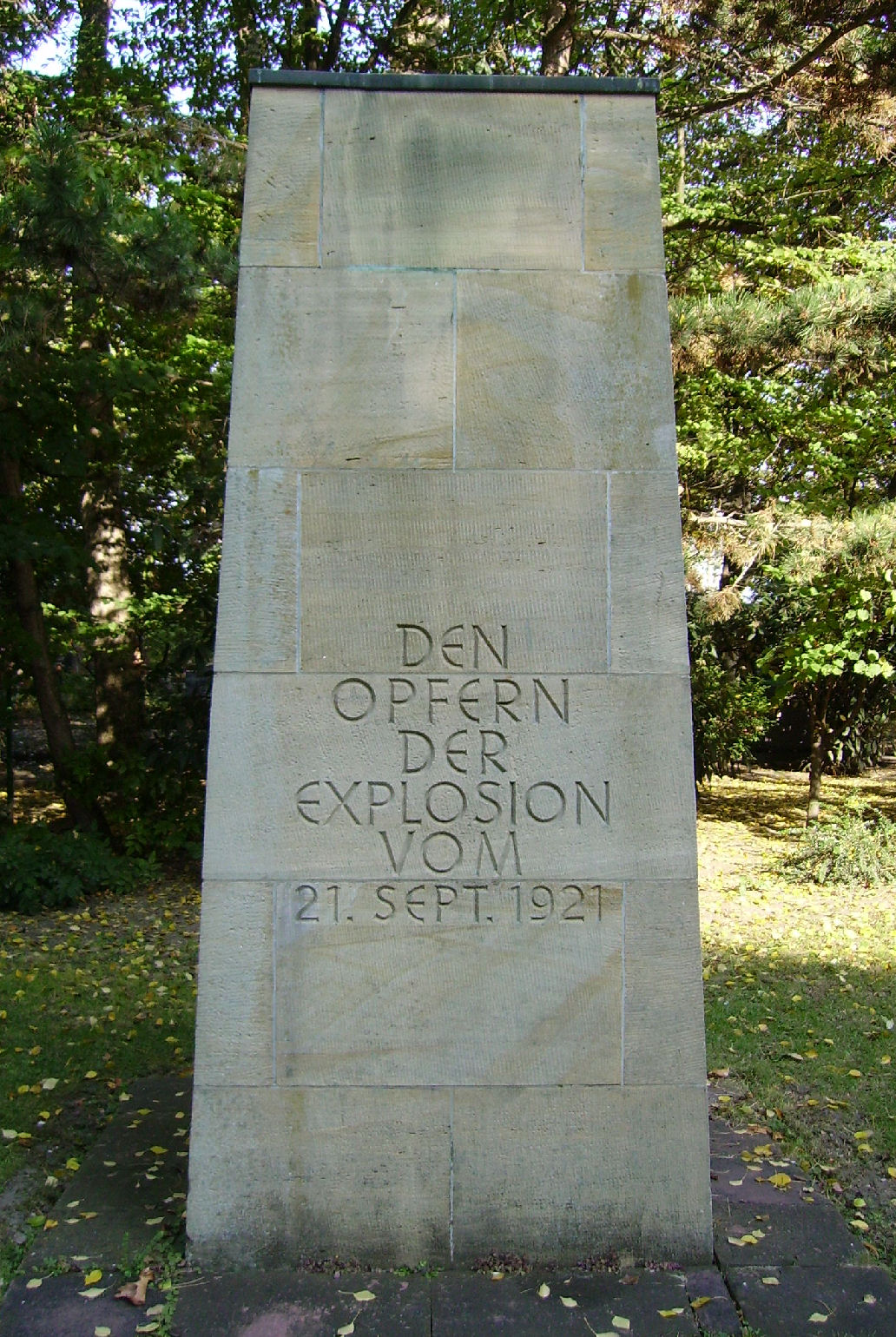
Oppauer Friedhof: Gedenkstein
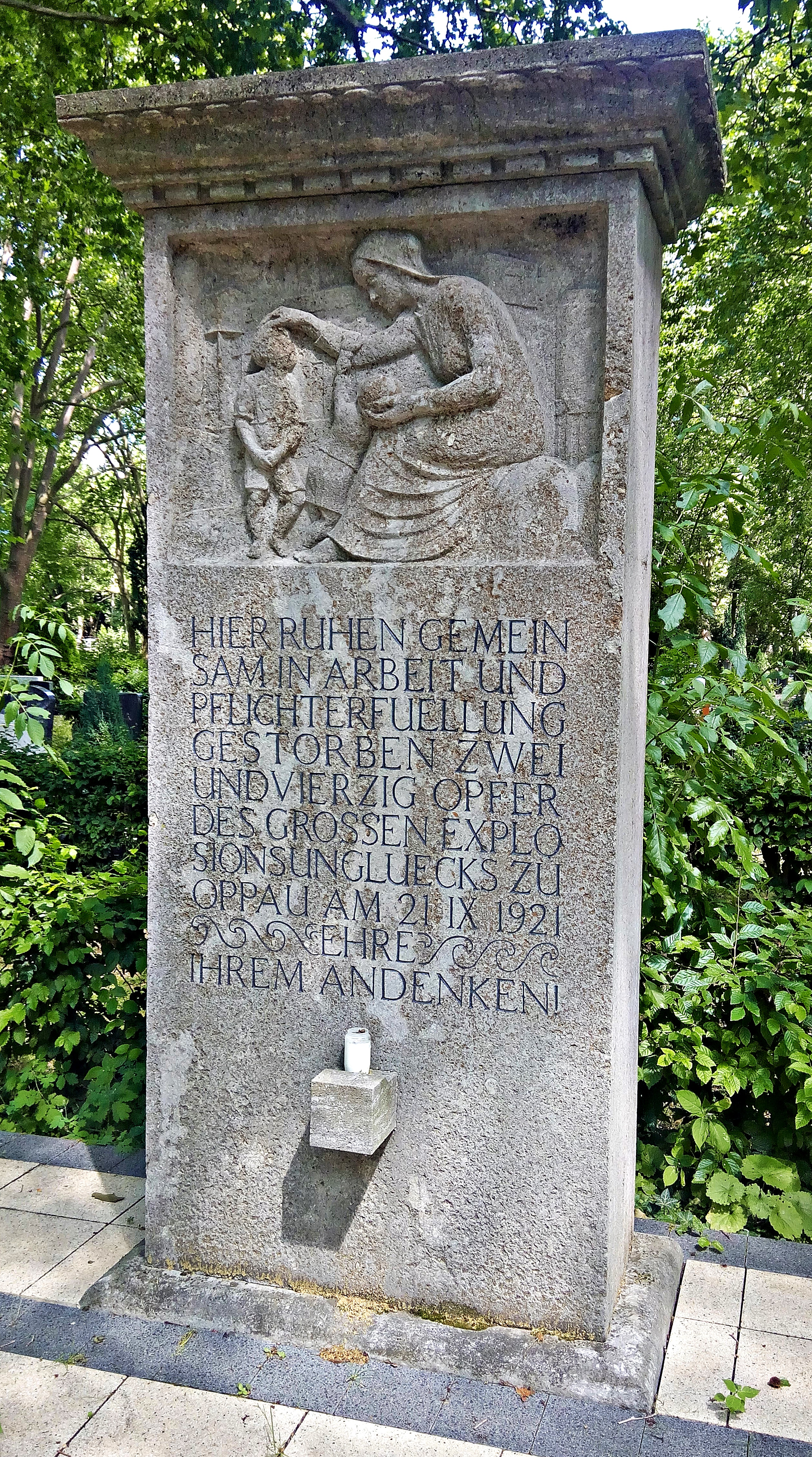
Hauptfriedhof in Frankenthal: Sammelgrab
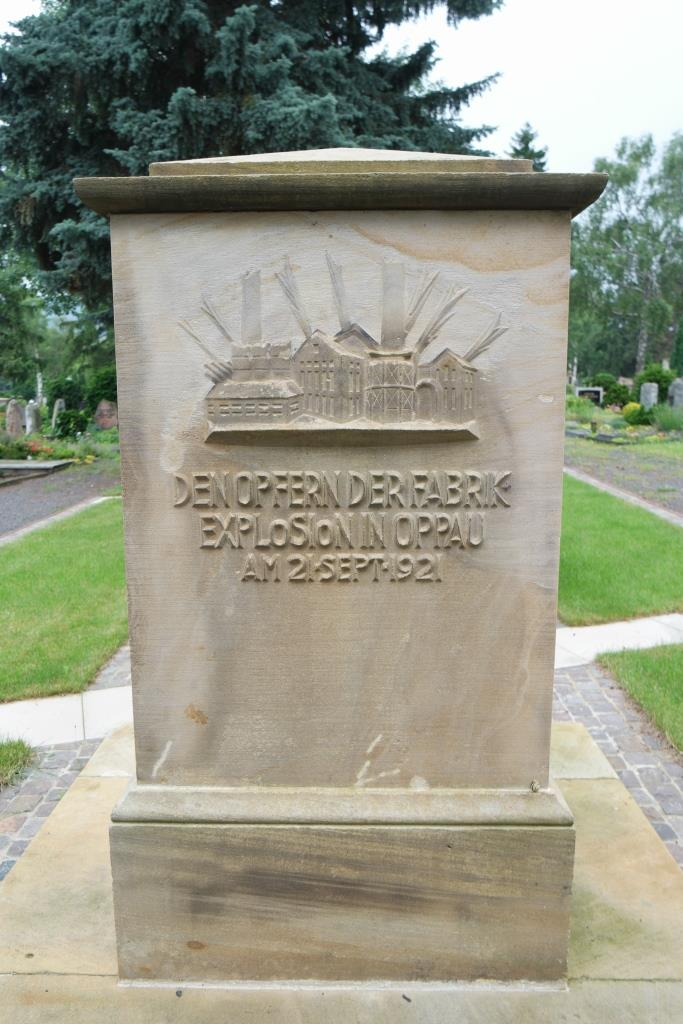
Hauptfriedhof in Neustadt: Denkmal

Auf dem Friedhof von Oppau wurde ein Gedenkstein errichtet. Zur Erinnerung an die Katastrophe trägt eine Straße innerhalb des BASF-Werksgeländes den Namen „Trichterstraße“; an ihr liegen noch heute viele Fertigungsstätten, in denen Düngemittel produziert werden. Auf dem Hauptfriedhof von Frankenthal existiert ein eigenes Sammelgrab mit Gedenkstein, in dem 42 Opfer des Unglücks, die aus dieser Nachbarstadt stammten, gemeinsam beigesetzt wurden. Auf dem Hauptfriedhof in Neustadt an der Weinstraße erinnert ein Denkmal an die 14 aus der Stadt kommenden Todesopfer. Aus Anlass des 100. Jahrestags des Unglücks eröffnete am 22. August 2021 eine Sonderausstellung über die Siloexplosion mit Texttafeln, historischen Fotografien, ausliegenden Sachbüchern und alten Zeitungsausschnitten im Karl-Otto-Braun-Museum in Ludwigshafen-Oppau, die bis 24. Oktober 2021 lief. Informationsmaterial über das Thema bewahrt zudem das Stadtarchiv von Ludwigshafen auf. Unter dem Titel Oppauammoniak verfasste der expressionistische Dichter Franz Richard Behrens (1895–1977) ein Gedicht über das Unglück.

## Audio
- Gefährlicher Dünger – Explosionskatastrophe in Oppau, 5:10 Minuten, von Heiner Wember, Deutschlandfunk Kultur, 9. September 2020